# Gessetto

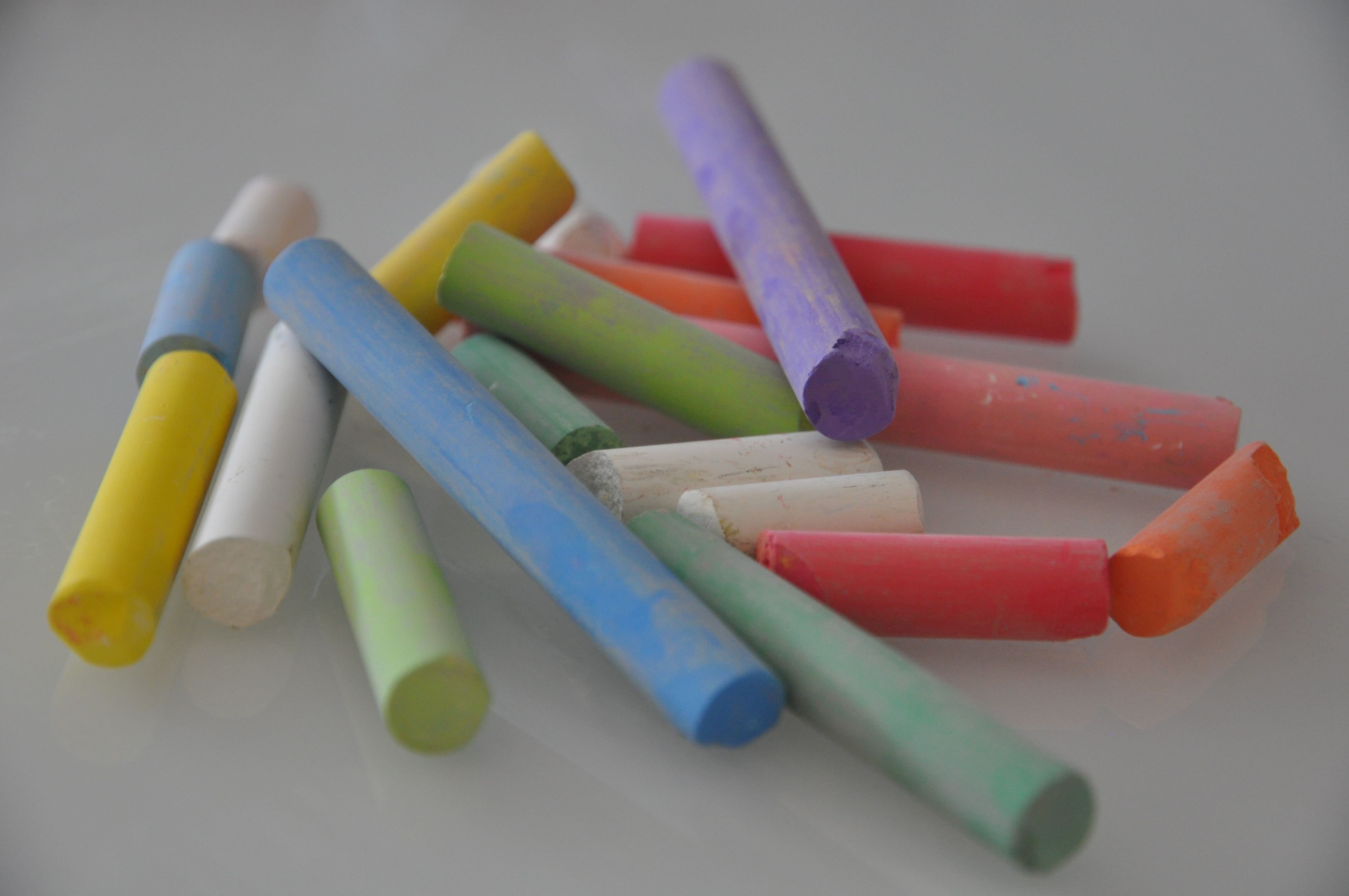
Gessetti di vari colori.

Il gessetto o gesso è una stecca di solfato di calcio usata come materiale di scrittura su superfici adatte, tipicamente sulle lavagne. Il gessetto da lavagna è tipicamente bianco, ma si trova in commercio in numerosi colori differenti.

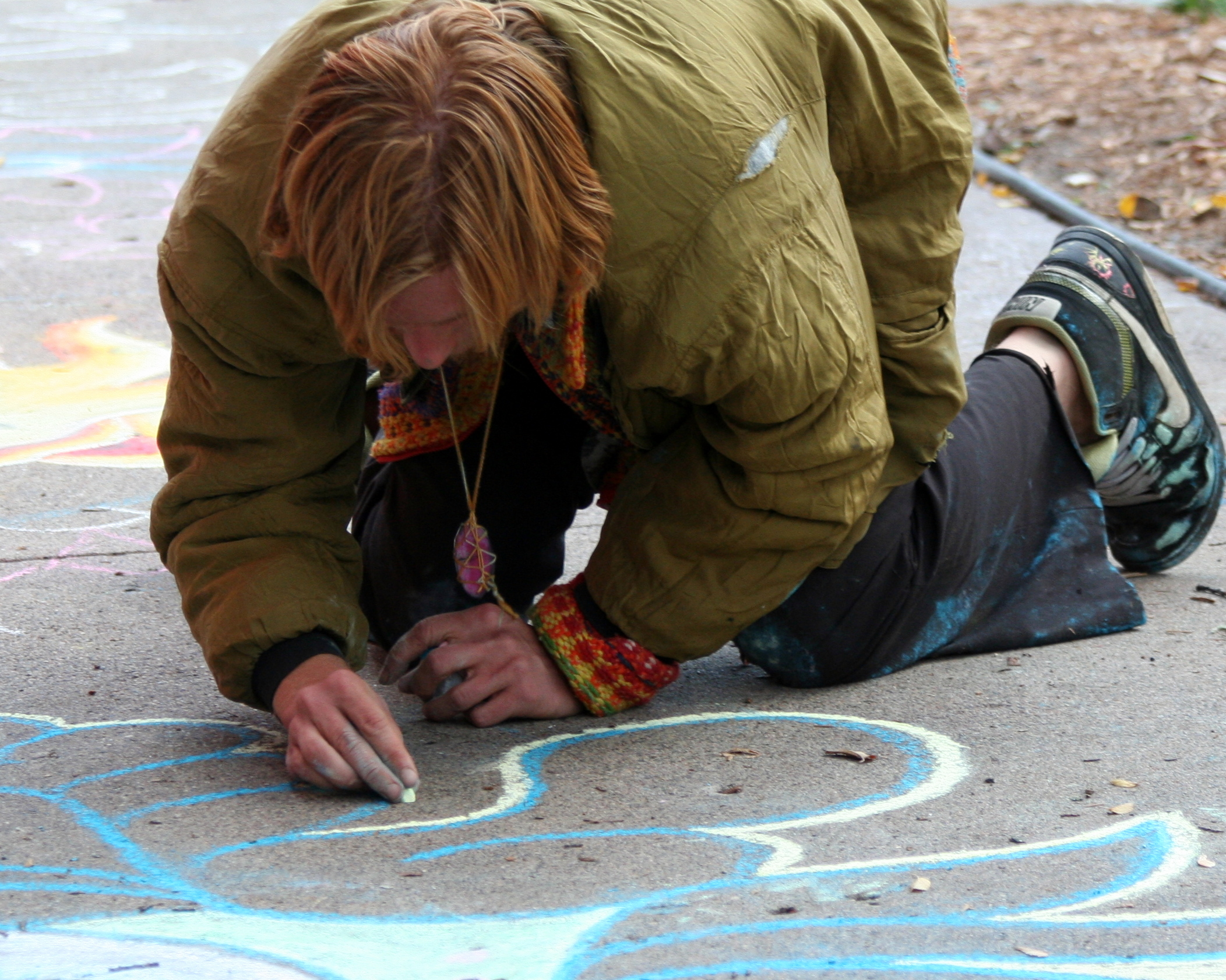
Artista di strada che disegna con i gessetti.

I gessetti vengono anche utilizzati per scrivere sul cemento e sui marciapiedi (in inglese sidewalk chalk drawing). Il disegno con il gesso è un fenomeno di arte di strada al centro di eventi e concorsi. Artisti come Kurt Wenner, Ellis Gallagher e Julian Beever hanno realizzato complessi graffiti con gessetti e pastelli, spesso sfruttando l'anamorfismo.